# Кокжота
Кокжота (каз. Көкжота) — село в Самарском районе Восточно-Казахстанской области Казахстана. Входит в состав Бастаушинского сельского округа. Код КАТО — 635033200.

## Население
В 1999 году население села составляло 516 человек (255 мужчин и 261 женщина). По данным переписи 2009 года, в селе проживали 362 человека (179 мужчин и 183 женщины).